# Ан, Керен
Keren Ann Zeidel (ивр. קרן אן זיידל‎) — автор-исполнитель, живущая в Париже, Нью-Йорке и Израиле. Играет на гитаре, пианино, кларнете, руководит и пишет партии для хора и музыкальные аранжировки. Родители певицы: отец — русский еврей, мать — т. н. индо, то есть происходит из смешанного яванско-голландского брака. Она жила в Израиле и Нидерландах до 11 лет, после чего её семья переехала во Францию. Она сохраняет своё голландско-израильское гражданство.

## Сольная карьера
В 2000 году она начинает свою сольную карьеру с изданием альбома La Biographie de Luka Philipsen (Биография Луки Филипсена), продюсированного Lionel Gaillardin и Бенжаменом Бьоле, который также продюсировал её второй альбом, La Disparition (Исчезновение) (в ответ она помогает ему записать дебютный альбом, Rose Kennedy). В паре они вместе написали несколько песен для альбома Henri Salvador, наиболее продаваемого, Chambre avec Vue, включая хит «Jardin d’Hiver».
Её третий альбом Not Going Anywhere (Никуда не иду) был издан в 2003 году, но прорыв американских чартов последовал лишь после следующего альбома, Nolita (2004). Записанный в Нью-Йорке и Париже, альбом назван в честь района в Манхеттене (Nolita), наполовину спет по-английски, на половину — по-французски.
Lady & Bird - совместная работа с Барди Йоханнссоном, участника исландской группы Bang Gang.
The Isis Project концептуальный альбом, написанный совместно с Guy Chambers и спетый Sophie Hunter.
Пятый сольный альбом Керен Ан, названный её именем Keren Ann, вышел в 2007.

## Дискография
- La Biographie de Luka Philipsen (2000)
- La Disparition (2002)
- Not Going Anywhere (2003)
- Lady & Bird (Keren Ann и B. Johannsson, 2003)
- Nolita (2004)
- 101 (2011)